# کرپنو ویلکیه
کرپنو ویلکیه (به لهستانی:  Krypno Wielkie) یک روستا در لهستان است که در گمینا کرپنو واقع شده‌است.
 کرپنو ویلکیه  ۶۲۰ نفر جمعیت دارد.